# Pleurothallis cuneifolia
Pleurothallis cuneifolia là một loài thực vật có hoa trong họ Lan. Loài này được Cogn. miêu tả khoa học đầu tiên năm 1896.

## Hình ảnh

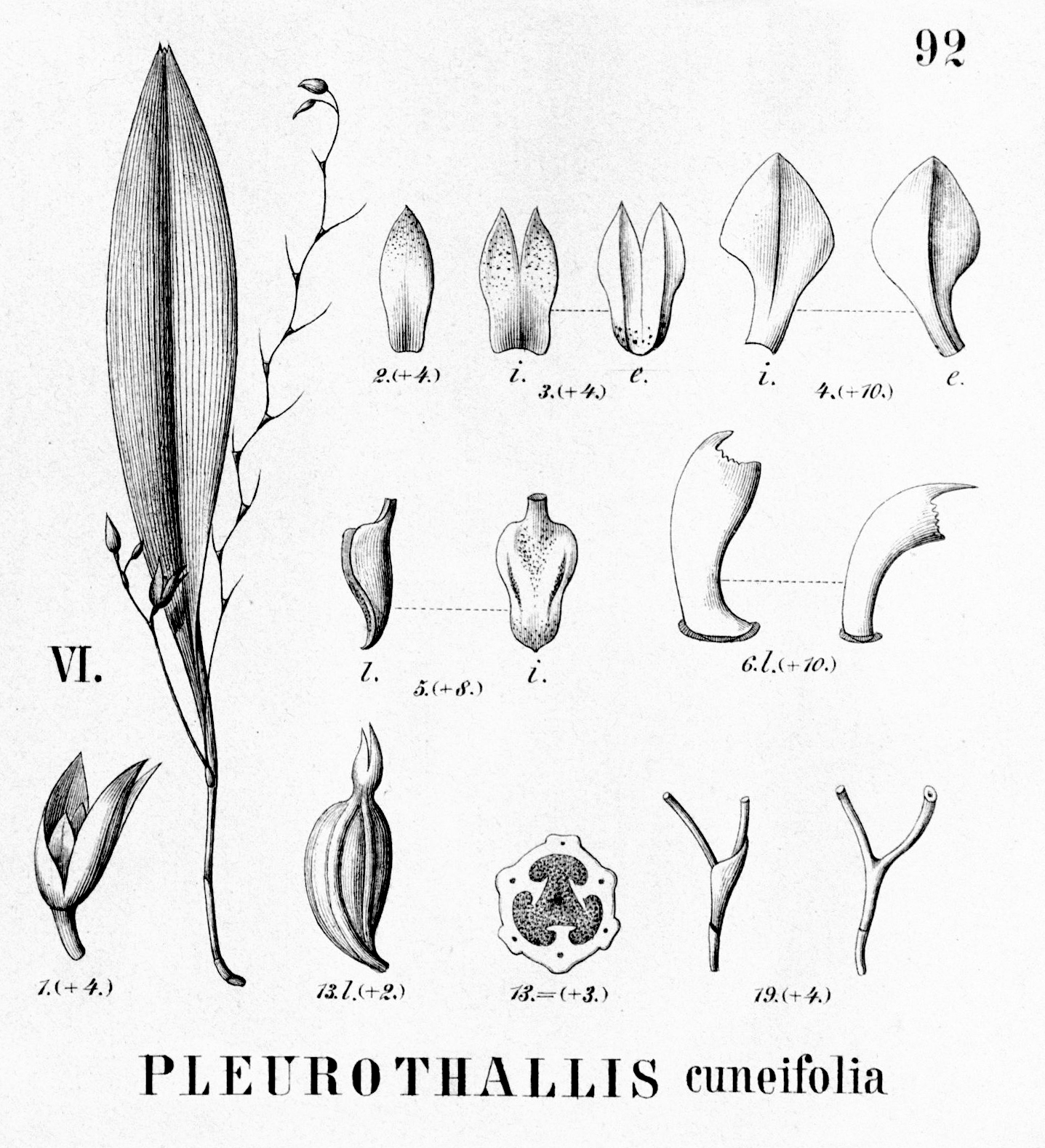